# Topaz Love/DESTINY
『Topaz Love/DESTINY』（トパーズ・ラヴ／デスティニー）は、日本の男性アイドルデュオ・KinKi Kidsの39作目のシングルCD。2018年1月24日にジャニーズ・エンタテイメントより両A面で発売された。
表題曲はいずれもラブソングであり、「Topaz Love」は恋心を宝石にたとえた切ないアッパーチューン、「DESTINY」は運命の人を追い求めるジャズロック曲である。

## 背景
本作は、前年にCDデビュー20周年を迎えたKinKi Kidsの39枚目のシングルであり、彼らの21年目となる2018年の幕開けにリリースする作品である。シングル表題の1曲目「Topaz Love」は、KinKi Kidsの30thシングル『Family 〜ひとつになること』以来約7年ぶりに堂本光一と堂本剛が合作。光一が作曲、剛が作詩を担当している。この曲は制作途中に剛が突発性難聴を発症し、未完成でありながらファンの前で初披露され、その後2人によって完成された楽曲である。その経緯もあって、制作当初は周年記念を意図した楽曲ではなかったが結果的に「20周年の節目に生まれた忘れられない1曲」になったと光一は語っている。

## 制作

### Topaz Love

#### 企画
「Topaz Love」の制作は堂島孝平が光一に曲作りの話を持ちかけたことから始まる。堂島は2016年のKinKi Kidsのアルバム『N album』以降、共同プロデューサーとして制作に携わっており、光一と剛の共作曲「愛のかたまり」を「すごくいい」と思っていた。そこで2017年にCDデビュー20周年を迎えるKinKi Kidsの2人に再び共作してほしいと考えた堂島は、『N album』を引っ提げたライブツアー中、光一に制作を呼びかけた。これは光一が曲を作れば共作を望んでいる剛はいつでも歌詞を書くだろうと踏んでのことである。当初こそ光一は、自分は自発的に曲作りをする性格ではなく、また既存の共作曲を超えられないからと制作をためらっていたが、堂島の度重なる説得を受けて重い腰を上げた。光一は曲を作るからには面白いものを表現したいと考えていた。

#### 原曲
近年のKinKi Kidsは年相応の大人っぽい曲を歌うことが多かった。しかし光一によると、どんな楽曲であっても2人が歌えば"KinKi Kidsらしさ"としてユニット独特の"青さ"が自然と現れると語り、年相応の曲は各自のソロ活動ですればいいと考えた。そこで「Topaz Love」は光一によって、恋心を抱えた10代の女の子の"キラキラ"した中にある"切なさ"や、「若い女性目線で、甘酸っぱい感じ」を表現するべく作曲が進められた。

しかし制作のさなか2017年6月に、剛は突発性難聴を発症する。KinKi Kidsは7月のCDデビュー20周年記念公演を目前に控えていたが、ライブには光一1人で出演、剛は別の場所から中継で参加することとなった。
光一は剛の突発性難聴を受けて驚くよりもまず今後のことを考えた。「あの時あれがあったから今があるよねって、みんなが思えるようにしないと」。楽曲の制作を続けた光一は記念公演前日、未完成のこの曲をライブで剛に聴いてもらうことを思いつく。公演当日にメロディーを聴いた剛はどのような詞を書くだろうか、「俺らにしてもファンにしても、そこからストーリーが生まれるんじゃないか」。
そして迎えた7月15日、横浜スタジアムで行われた『KinKi Kids Party!〜ありがとう20年〜』にて、光一は歌詞なしで曲を初披露。生中継で楽曲を聞いた剛はすぐ作詩に取りかかり、翌16日のライブでは歌詩付きで歌唱された。突発性難聴を思わせる単語が含まれていたという歌詩にちなんで、この未完成曲はその場で「突発Love」と命名。これが、のちにタイトルの音を残した「Topaz Love」としてリリースされる楽曲である。

#### 音楽性と歌詞
既に述べたとおり「Topaz Love」は元々、若い女性の恋心、光一曰く「10代の女の子の深夜徘徊」をイメージして作曲されている。光一は剛にそれを伝えることなく披露したのだが、剛は何を言わずとも光一の考えに近い女性目線の歌詩を書きあげた。それは若い女性が年上の想い人に憧れ、しかしまだ知らぬ"大人の世界"に戸惑い、「ほろ苦く甘酸っぱい」思いをするような、「若さゆえのみずみずしさ」を感じるものだったという。さらに剛はその歌詩に「現状の自分」を盛り込んでいた。突発性難聴の経験を生かして今しか書けないような歌詩、歌うたびにそのときを思い出して「『(略) あの時、あの人に会ったから今があるなぁ』とかそういうことも含めて、振り返られるだけの、タイムスリップできるような歌詞」を意図して書きあげたという。
剛はその後、20周年記念公演で披露した歌詩をよりシンプルに、より作家性を意識して推敲した。作家性を意識しない自身のソロ活動時の作詞とは異なり、"今のKinKi Kids"に焦点を合わせて詩を書くことで、ユニットの世界観、"青い"部分の残るKinKi Kids像に自然と近づいていくのだという。
また光一は最後に何か物足りなさを感じて、「2人だからこそできること」としてDメロを追加した。2人がそれぞれ別の音 (一方は「刻む」メロディー、片方は「ゆったり」したメロディー) を同時に歌い、ときにハモりときに分かれて、最終的にユニゾンになるという難しい構成である。剛はそこに別々の歌詩を乗せ、最終的に2人の言葉が重なるように仕上げている。

### DESTINY
シングル表題2曲目の「DESTINY」は、作詩をSatomi。作曲を井上日徳、編曲を井上日徳と堂島孝平が担当しており、これはKinKi Kidsの27thシングル「Secret Code」と同じ制作陣である。
演奏はハマ・オカモトがベースを、黒猫チェルシーの岡本啓佑がドラムを担当しており、岡本は「DESTINY」のミュージック・ビデオにも参加している。

## プロモーション

### タイアップ
表題2曲はいずれも読売テレビ・日本テレビ系のアニメ『タイムボカン 逆襲の三悪人』のタイアップ曲。「DESTINY」は第1クールのオープニングテーマとして月替りで、2017年10月に光一の、11月に剛のソロバージョンが、そして12月には2人で歌唱するバージョンが放送された。また「Topaz Love」は第2クールのエンディングテーマとして起用されている。

### パフォーマンス
2017年12月14日放送のテレビ番組、NHK『SONGS』にてKinKi Kidsへのインタビューを放送。番組ディレクターが20周年記念公演を見たことからオファーがあり、同番組が「Topaz Love」の完成初披露となった。また16日から行われた東京ドームでのKinKi Kidsのコンサートでは、剛の耳に配慮した100人規模のフルオーケストラで「Topaz Love」が披露された。

## リリース
2017年12月6日にKinKi Kidsの20周年ベストアルバム『The BEST』が発売され、8日に本シングルの発売が発表された。2018年1月24日、本作を両A面シングルとしてリリース。またdowangoにて音楽配信された。前作同様、CDは初回盤A・初回盤B・通常盤の3形態で発売され、初回盤Aには「Topaz Love」、初回盤Bには「DESTINY」のミュージック・ビデオとそのメイキングが収録されたDVDが付属する。さらに初回盤Bには光一、剛それぞれが歌唱する「DESTINY」ソロバージョンも収録されている。通常盤にはカップリング曲「哀愁のブエノスアイレス」と「CLASSIC」を収録。CD先着購入特典としてB3サイズのポスターが配布された。

## ミュージック・ビデオ
「Topaz Love」のミュージック・ビデオではラブストーリーが描かれている。剛によると楽曲の「甘酸っぱい疾走感」を自身が演じるのは「ちょっときついな」ということで、KinKi Kidsのファンである俳優・柳楽優弥に出演が依頼された。映像は万華鏡をイメージして制作されており、その監修は創心万華鏡が担当している。両A面曲のミュージック・ビデオのショートバージョンはGYAO!にて1月19日から7月12日まで視聴可能。また2月6日から12日まで「Topaz Love」の、2月13日から19日まで「DESTINY」のミュージック・ビデオのフルバージョンを視聴可能。

## チャート成績
Billboard JAPANのチャートによると『Topaz Love／DESTINY』は、2018年1月22日から24日の集計で前作シングル『The Red Light』の初動3日間を上回る15万1620枚を売上げ、初週累計20万8933枚を売上げてTop Singles Salesで首位を獲得した。またCDはルックアップ指標でも首位であり、加えてTwitterで3位、ラジオで16位の「Topaz Love」は、JAPAN HOT100総合首位を記録した。さらにHot Animationでも首位を獲得している。なお両A面であるため「Destiny」にはセールス指標とルックアップ指標は加算されないが、Twitter指標で1位となったことからJAPAN HOT100総合21位とHot Animation7位を記録した。
2018年1月23日付のオリコンデイリーシングルランキングでは10.6万枚を売上げて首位。その後2月5日付の週間CDシングルランキングで初週19.8万枚を売り上げ、初登場1位を獲得した。これにより1997年に発売したデビューシングル『硝子の少年』から39作連続の首位となり、自身が持つ「デビューからのシングル連続首位獲得作品数」歴代1位記録を更新した。また「シングル1位獲得連続年数」を22年連続（1997年 - 2018年）に更新。こちらもアーティスト歴代単独1位記録を更新した。なおオリコンによると2018年1月度の月間2位を記録している。

## 批評
KinKi Kidsが表紙・巻頭特集の雑誌『音楽と人』2018年2月号では、レビュワー8人中4人が「Topaz Love」について言及している。金光裕史は、2人の久しぶりの共作はもとより、2人のユニゾン歌唱からKinKi Kidsの「圧倒的な存在感」が感じられたことが嬉しかったという。永堀アツオは、"聴こえなくなった世界"を描いた歌詩や、"友情"や"仲間意識"の意味を持つ宝石・トパーズを冠したタイトルを挙げて、「深読みしたくなる」「特筆すべき」と述べた。清水浩司は、剛の突発性難聴を超えて「SHOW MUST GO ON  (The show must go on) 」するその姿勢に、「息を呑まずにはいられない鋼のアイドル道」を感じると述べた。竹内陽香は、恋する女性の視点の中に、2人の20周年の「苦しさ、葛藤、寂しさ」が重ねられており「涙が出る」とした。
森朋之はReal Soundのコラムにて、これまでKinKi Kidsの楽曲に多く携わっている堂島孝平が「Topaz Love」「DESTINY」ともに編曲を担当していることについて、2人の魅力を引き出すため「堂島の技量が大きく関与している」と讃えた。またジャズロック調の「DESTINY」は、ビート、メロディー、サウンドがいずれも激しく、新たな「ラブ・アンセム」になりそうだと評した。
荻原梓はReal Soundのコラム『チャート一刀両断！』にて「Topaz Love」を、「KinKi Kidsらしさを再確認できるシングル」であると述べた。印象的なストリングスを土台としてピアノやギターの演奏が物語の世界観を生かしており、さらにこのラブソングは「剛の復帰後のリリースという意味でも彼ら自身の物語性に接近し得る」ものだという。また寂しさと儚さをもつ一人称「あたし」の使用や、デビュー曲「硝子の少年」から「Topaz Love」まで宝石をモチーフにしていることを興味深く考察。Dメロで光一と剛が別々のメロディーを同時に歌い、最後の歌詞「いたいよ/痛いよ」でユニゾンする構成について、「二人のアイドル像の微妙な違いがかえって彼らの共通点を浮かび上がらせる」「デュエットソングの新境地」と評している。そして通常盤カップリングの「哀愁のブエノスアイレス」もまたストリングスと金管楽器のサウンドが利いているとした。

## 収録曲

### 初回盤A
1. Topaz Love – 4:48
作詩[注 2]：堂本剛、作曲：堂本光一、編曲：堂島孝平
ストリングスアレンジ：堂島孝平・sugarbeans
出版社：読売テレビエンタープライズ
2. DESTINY – 4:10
作詩：Satomi、作曲：井上日徳、編曲：堂島孝平・井上日徳、
ストリングスアレンジ：堂島孝平・sugarbeans、コーラスアレンジ：Ko-saku・佐々木詩織
出版社：読売テレビエンタープライズ
3. Topaz Love -Backing Track-
4. DESTINY -Backing Track-

### 初回盤B
1. DESTINY
2. Topaz Love
3. DESTINY -Version K-
  - 光一ソロバージョン
4. DESTINY -Version T-
  - 剛ソロバージョン

### 通常盤
1. Topaz Love
2. DESTINY
3. 哀愁のブエノスアイレス – 4:20
作詩：売野雅勇、作曲：林哲司、編曲：船山基紀、コーラスアレンジ：Ko-saku
出版社：ブライト・ノート・ミュージック
4. CLASSIC – 4:03
作詩：MiNE、作曲：Victor Sagfors・Magnus Funemyr、編曲：VICTOR
出版社：SUGAR HOUSE PUBLISHING (A) 304、MAGNIFUCENT SONGS 302 & ブライト・ノート・ミュージック（サブ出版社：ユニバーサル・ミュージック・パブリッシング Synch事業部 & ブライト・ノート・ミュージック）

## 参加ミュージシャン
| Topaz Love - ドラムス – Shigeru Komatsu (NONA REEVES) - ベース – Tatsuya Kashima - ギター – Kazuma Sotozono & Kohei Dojima - ピアノ – sugarbeans - ストリングス – Mio Okamura Strings - コーラス – Koichi Domoto & Kohei Dojima DESTINY - ドラムス & パーカッション – Keisuke Okamoto (Kuroneko Chelsea) - ベース – HAMA_OKAMOTO - ギター – Kazuma Sotozono - ピアノ – sugarbeans - トランペット – Atsuki Yumoto - トロンボーン – Toshihiro Kawashima - テナー・サクソフォーン – Junya Kondo - ストリングス – Mio Okamura Strings - コーラス – Ko-saku, Ami & Shiori Sasaki | 哀愁のブエノスアイレス - ドラムス – Toru Hasebe - ベース – Ryosuke Nikamoto - ギター – Takashi Masuzaki - パーカッション – Pecker - トランペット – Luis Valle & Yuma Takeuchi - トロンボーン – Michiro Kagiwara - テナー・サクソフォーン – Ryoji Ihara - ストリングス – Maiko Sato Strings - アコーディオン – Tetsuya Kuwayama - コーラス – Koichi Domoto & Ko-saku CLASSIC - コーラス – Koichi Domoto & Ko-saku |

## 特典
初回盤A DVD
1. 「Topaz Love」 Music Clip & Making

初回盤B DVD
1. 「DESTINY」 Music Clip & Making

## 収録アルバム
- Topaz Love
  - O album
- DESTINY

（アルバム未収録）
- 哀愁のブエノスアイレス

（アルバム未収録）
- CLASSIC

（アルバム未収録）

## 映像作品
Topaz Love
- KinKi Kids CONCERT 20.2.21 -Everything happens for a reason-
- KinKi Kids Concert Tour 2019-2020 ThanKs 2 YOU

DESTINY
- KinKi Kids CONCERT 20.2.21 -Everything happens for a reason-